# Водена (округ, Міннесота)
Шаблон:StateAbbr_ 46°35′ пн. ш. 94°58′ зх. д. / 46.58° пн. ш. 94.96° зх. д.
Округ Водена (англ. Wadena County) — округ (графство) у штаті Міннесота, США. Ідентифікатор округу 27159.

## Історія
Округ утворений 1858 року.

## Демографія
За даними перепису
2000 року
загальне населення округу становило 13713 осіб, зокрема міського населення було 4543, а сільського — 9170.
Серед мешканців округу чоловіків було 6785, а жінок — 6928. В окрузі було 5426 домогосподарств, 3609 родин, які мешкали в 6334 будинках.
Середній розмір родини становив 3,02.
Віковий розподіл населення поданий у таблиці:
| Стать    | До 15 років | 15-21 | 22-29 | 30-39 | 40-49 | 50-65 | 65-85 | Понад 85 |
| -------- | ----------- | ----- | ----- | ----- | ----- | ----- | ----- | -------- |
| Чоловіки | 1529        | 703   | 524   | 811   | 989   | 1077  | 1012  | 140      |
| Жінки    | 1383        | 641   | 480   | 813   | 960   | 1076  | 1279  | 296      |

## Суміжні округи
- Габбард — північ
- Кесс — схід
- Тодд — південь
- Оттер-Тейл — південний захід
- Бекер — північний захід

## Виноски
1. ↑  US Decennial Census. US Census Bureau. Архів оригіналу за 19 липня 2018. Процитовано 25 жовтня 2014.
2. ↑  Historical Census Browser. University of Virginia Library. Архів оригіналу за 11 серпня 2012. Процитовано 25 жовтня 2014.
3. ↑  Population of Counties by Decennial Census: 1900 to 1990. US Census Bureau. Архів оригіналу за 4 серпня 2014. Процитовано 25 жовтня 2014.
4. ↑  Census 2000 PHC-T-4. Ranking Tables for Counties: 1990 and 2000 (PDF). US Census Bureau. Архів оригіналу (PDF) за 18 грудня 2014. Процитовано 25 жовтня 2014.
5. ↑  State & County QuickFacts. Бюро перепису населення США. Архів оригіналу за 19 вересня 2013. Процитовано 1 вересня 2013.(англ.) Наведено за англійською вікіпедією.
6. ↑  American FactFinder. Бюро перепису населення США. Архів оригіналу за 26 лютого 2012. Процитовано 31 січня 2008.

| США | Це незавершена стаття з географії США. Ви можете допомогти проєкту, виправивши або дописавши її. |